# Soeira
Soeira ist ein Ort und eine ehemalige Gemeinde (Freguesia) im portugiesischen Kreis Vinhais. Die Gemeinde hatte 87 Einwohner (Stand 30. Juni 2011).
Am 29. September 2013 wurden die Gemeinden Soeira, Fresulfe und Mofreita zur neuen Gemeinde União das Freguesias de Soeira, Fresulfe e Mofreita zusammengeschlossen.